# Cathédrale Saint-Sauveur de Saragosse
Pour les articles homonymes, voir Cathédrale Saint-Sauveur.
La cathédrale Saint-Sauveur de Saragosse (en espagnol : Catedral del Salvador en su Epifanía de Zaragoza) est une cathédrale catholique située dans la ville de Saragosse, dans la communauté autonome d'Aragon, en Espagne. Elle est le siège de l'archidiocèse de Saragosse. Elle est dédiée au saint Sauveur (Jésus-Christ).
Son nom courant est la Seo (c'est-à-dire le siège, signifiant le siège épiscopal) pour la distinguer de la basilique de Nuestra Señora del Pilar. Les deux édifices partagent le titre de co-cathédrale.
La cathédrale fait partie de la liste du patrimoine mondial de l'UNESCO dans l'ensemble de l'architecture mudéjar d'Aragon.

## Histoire

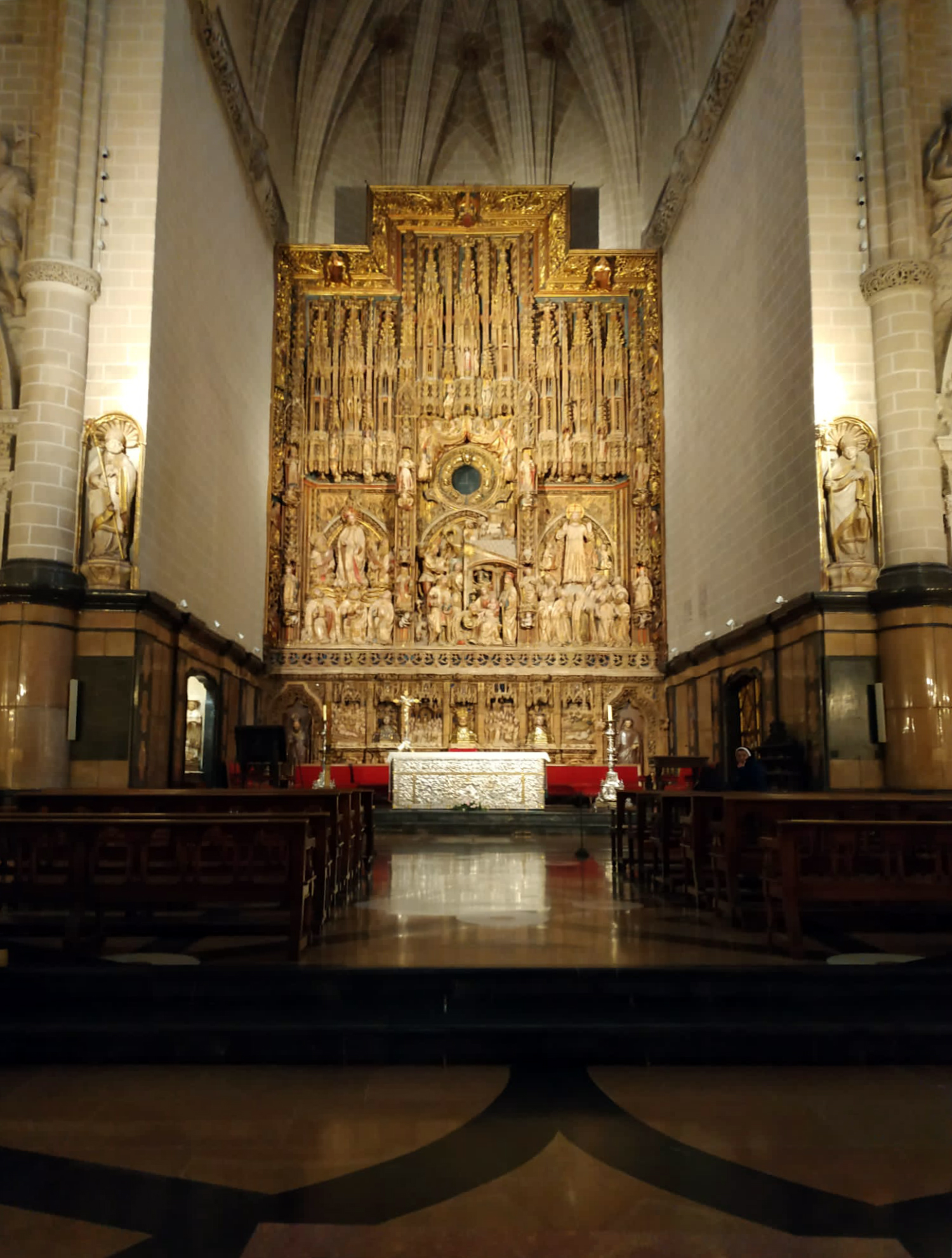
Le maître-autel.

La cathédrale se dresse sur le site de l'ancien forum romain d'Auguste et de la grande mosquée de la Taïfa de Saragosse, dont le minaret perdure dans la tour actuelle. Le bâtiment a été commencé au XIIe siècle dans le style roman et a fait l'objet de nombreux changements et agrandissements. L'aspect extérieur actuel est caractérisé par une façade néoclassique et un grand clocher carré de type campanile avec une tour-lanterne, réalisée à partir de 1683 sur des dessins envoyés de Rome par l'architecte baroque Giovanni Battista Contini (it), en remplacement d'une précédente tour de style mudéjar.

## Source
- (en) Cet article est partiellement ou en totalité issu de l’article de Wikipédia en anglais intitulé « La Seo Cathedral » (voir la liste des auteurs).